# تيري غارلاند
تيري غارلاند (بالإنجليزية: Terry Garland)‏ هو مغني وكاتب أغاني أمريكي، ولد في 3 يونيو 1953.

## وصلات خارجية
- تيري غارلاند على موقع ميوزك برينز (الإنجليزية)
- تيري غارلاند على موقع أول ميوزيك (الإنجليزية)
- تيري غارلاند على موقع ديسكوغز (الإنجليزية)